# Mörttjärnen (Degerfors socken, Västerbotten, 713892-168925)
Mörttjärnen är en sjö i Vindelns kommun i Västerbotten och ingår i Umeälvens huvudavrinningsområde.